# Douglas County (Illinois)
Das Douglas County ist ein County im US-amerikanischen Bundesstaat Illinois. Im Jahr 2010 hatte das County 19.980 Einwohner und eine Bevölkerungsdichte von 18,5 Einwohnern pro Quadratkilometer. Der Verwaltungssitz (County Seat) ist Tuscola.
Das County ist geprägt von der intensiven Landwirtschaft (Mais, Soja) sowie von der (größtenteils deutschsprachigen) amischen Bevölkerung im südwestlichen Teil um Arthur und Arcola herum, die ohne Automobile und Strom leben und anhand der Bekleidung und der Pferdewagen in Landschaft und Stadtbild auffallen.

## Geografie
Das County ist eines der kleinsten Countys von Illinois liegt im mittleren Osten des Staates. Es hat eine Fläche von 1081 Quadratkilometern, wovon ein Quadratkilometer Wasserfläche ist.
An das Douglas County grenzen folgende Nachbarcountys:
|                              | Champaign County | Vermilion County |
| Piatt County Moultrie County |                  | Edgar County     |
|                              | Coles County     |                  |

### Flüsse
Das County wird in Nord-Süd-Richtung im Westen vom Kaskaskia River und im Osten vom Embarras River durchflossen. Weitere Flüsse sind:
- Bear Creek
- Brushy Fork
- Hackett Branch
- Hayes Branch
- Lake Fork
- Long Point Slough
- Newman Number 2 Drain
- Pope Branch
- West Fork Kaskaskia River

## Geschichte

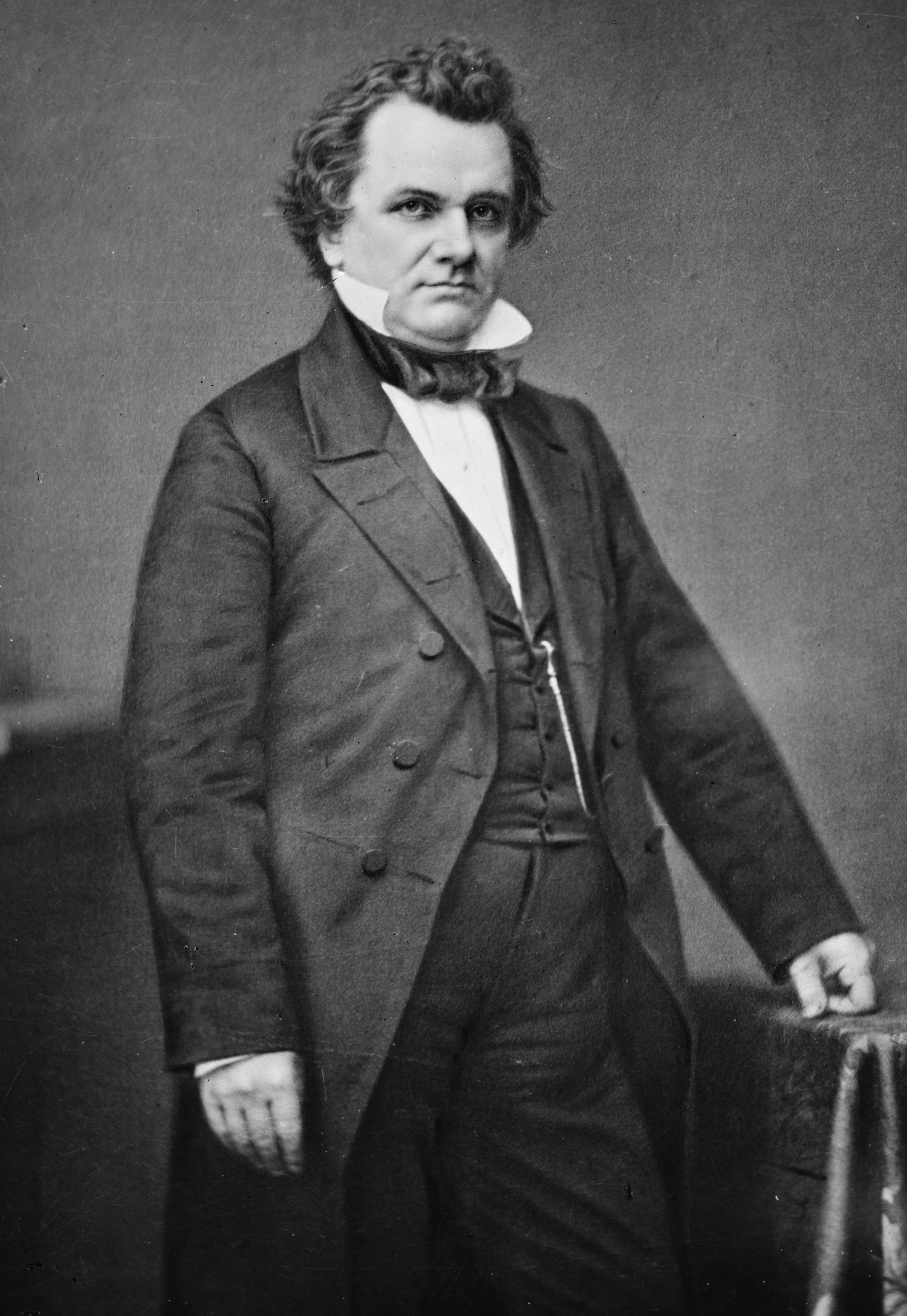
Stephen A. Douglas

Die erste Inbesitznahme von Land fand durch Harrison Gill aus Kentucky statt, dessen Besitzurkunde von Andrew Jackson unterzeichnet ist. Ein weiterer früher Siedler war John A. Richman aus West Virginia, der 1829 das erste Fachwerkhaus baute. Am 8. Februar 1859 wurde das County aus einem Teil des Coles County gebildet. Benannt wurde es nach dem US-Senator Stephen A. Douglas, einem US-Senator von Illinois. Seit der Bildung des Countys hat dieses über die Wabash Railroad und die Illinois Central Railroad Anbindung an das Eisenbahnnetz. Ein Großteil des County war Sumpfland, bis man es nach dem Vorbild von Florida durch ein Drainagesystem trockengelegt hat und das Land als Ackerland kultiviert werden konnte.

## Demografische Daten
Nach der Volkszählung im Jahr 2010 lebten im Douglas County 19.980 Menschen in 7572 Haushalten. Die Bevölkerungsdichte betrug 18,5 Einwohner pro Quadratkilometer. In den 7572 Haushalten lebten statistisch je 2,61 Personen.
Ethnisch betrachtet setzte sich die Bevölkerung zusammen aus 97,7 Prozent Weißen, 0,6 Prozent Afroamerikanern, 0,2 Prozent amerikanischen Ureinwohnern, 0,5 Prozent Asiaten sowie aus anderen ethnischen Gruppen; 1,0 Prozent stammten von zwei oder mehr Ethnien ab. Unabhängig von der ethnischen Zugehörigkeit waren 6,4 Prozent der Bevölkerung spanischer oder lateinamerikanischer Abstammung.
25,6 Prozent der Bevölkerung waren unter 18 Jahre alt, 58,4 Prozent waren zwischen 18 und 64 und 16,0 Prozent waren 65 Jahre oder älter. 50,8 Prozent der Bevölkerung war weiblich.

Das jährliche Durchschnittseinkommen eines Haushalts lag bei 46.941 USD. Das Pro-Kopf-Einkommen betrug 21.438 USD. 10,2 Prozent der Einwohner lebten unterhalb der Armutsgrenze.

## Ortschaften im Douglas County
Citys
- Arcola
- Newman
- Tuscola
- Villa Grove

Villages
| - Arthur1 - Atwood2 - Camargo | - Garrett - Hindsboro |

Unincorporated Communities
| - Bourbon - Chesterville - Chicken Bristle - Fairland3 - Ficklin | - Filson - Galton - Hayes - Hillcrest - Hugo | - Kemp - Murdock - North Prairie Acres - Patterson Springs - West Ridge |

1 – teilweise im Moultrie County

2 – teilweise im Piatt County

3 – teilweise im Champaign County

## Gliederung
Das Douglas County ist in neun Townships eingeteilt:
| Township         | Einwohner (2010) | FIPS     |
| ---------------- | ---------------- | -------- |
| Arcola Township  | 3312             | 17-01894 |
| Bourbon Township | 4124             | 17-07458 |
| Bowdre Township  | 668              | 17-07497 |
| Camargo Township | 3585             | 17-10604 |
| Garrett Township | 1441             | 17-28755 |
| Murdock Township | 225              | 17-51427 |
| Newman Township  | 1080             | 17-52636 |
| Sargent Township | 286              | 17-67730 |
| Tuscola Township | 5259             | 17-76420 |

|  |